# إليس جونسون (لاعب كرة قدم أمريكية)
إليس جونسون (بالإنجليزية: Ellis Johnson)‏ هو لاعب كرة قدم أمريكية أمريكي، ولد في 23 ديسمبر 1951 في وينسبورو في الولايات المتحدة.